# Puyang
Puyang (chiń. 濮阳; pinyin Púyáng) – miasto o statusie prefektury miejskiej we wschodnich Chinach, w prowincji Henan. W 2010 roku liczba mieszkańców miasta wynosiła 823 245. Prefektura miejska w 1999 roku liczyła 5 544 503 mieszkańców.